# Semljicola thaleri
Semljicola thaleri là một loài nhện trong họ Linyphiidae.
Loài này thuộc chi Semljicola. Semljicola thaleri được Kirill Yuryevich Eskov miêu tả năm 1981.